# الاتحاد الديمقراطي للتجديد الاجتماعي
الاتحاد الديمقراطي للتجديد الاجتماعي (بالفرنسية: Union Démocratique pour le Renouveau Social)‏ كان حزبًا سياسيًا في بنين.

## التاريخ
في الانتخابات البرلمانية عام 1991، دخل الحزب في ائتلاف مع التحالف للديمقراطية والتقدم. حصل الائتلاف على 4٪ من الأصوات وفاز بمقعدين.  في ذلك الوقت، كان الحزب بقيادة بيو غادو سيكو نجوي. بحلول عام 1994، حل محله دينيس أموسو ييي كزعيم للحزب، الذي دمج الحزب في حزب نهضة بنين في ذات العام. 